# Folkmängd i Sveriges kommuner den 31 december 2009
Folkmängd i storleksordning, för Sveriges kommuner den 31 december 2009
Kommunnamn (folkmängd)
1. Stockholms kommun			(829 417)
2. Göteborgs kommun			(507 330)
3. Malmö kommun			(293 909)
4. Uppsala kommun			(194 751)
5. Linköpings kommun			(144 690)
6. Västerås kommun			(135 936)
7. Örebro kommun			(134 006)
8. Norrköpings kommun		(129 254)
9. Helsingborgs kommun		(128 359)
10. Jönköpings kommun			(126 331)
11. Umeå kommun			(114 075)
12. Lunds kommun			(109 147)
13. Borås kommun			(102 458)
14. Huddinge kommun			(95 798)
15. Eskilstuna kommun			(95 577)
16. Sundsvalls kommun			(95 533)
17. Gävle kommun			(94 352)
18. Halmstads kommun			(91 087)
19. Nacka kommun			(88 085)
20. Södertälje kommun			(85 270)
21. Karlstads kommun			(84 736)
22. Växjö kommun			(82 023)
23. Botkyrka kommun			(81 195)
24. Kristianstads kommun		(78 788)
25. Haninge kommun			(76 237)
26. Luleå kommun			(73 950)
27. Kungsbacka kommun			(73 938)
28. Skellefteå kommun			(71 770)
29. Solna kommun			(66 909)
30. Järfälla kommun			(65 295)
31. Sollentunas kommun		(63 347)
32. Karlskrona kommun			(63 342)
33. Täby kommun			(63 014)
34. Kalmar kommun			(62 388)
35. Mölndals kommun			(60 381)
36. Östersunds kommun			(59 136)
37. Varbergs kommun			(57 439)
38. Gotlands kommun			(57 221)
39. Norrtälje kommun			(55 927)
40. Falu kommun			(55 685)
41. Örnsköldsviks kommun		(55 128)
42. Trollhättans kommun		(54 873)
43. Uddevalla kommun			(51 518)
44. Nyköpings kommun			(51 209)
45. Skövde kommun			(50 984)
46. Hässleholms kommun		(50 036)
47. Borlänge kommun			(48 681)
48. Lidingö kommun			(43 445)
49. Tyresö kommun			(42 602)
50. Trelleborgs kommun		(41 891)
51. Motala kommun			(41 843)
52. Landskrona kommun			(41 226)
53. Piteå kommun			(40 860)
54. Falkenbergs kommun		(40 739)
55. Kungälvs kommun			(40 727)
56. Enköpings kommun			(39 360)
57. Sigtunas kommun			(39 219)
58. Österåkers kommun			(39 173)
59. Ängelholms kommun			(39 083)
60. Upplands Väsby kommun		(38 641)
61. Lerums kommun			(38 301)
62. Lidköpings kommun			(37 989)
63. Värmdö kommun			(37 756)
64. Sundbybergs kommun		(37 722)
65. Alingsås kommun			(37 515)
66. Sandvikens kommun			(36 978)
67. Vänersborgs kommun		(36 871)
68. Hudiksvalls kommun		(36 848)
69. Västerviks kommun			(36 290)
70. Partille kommun			(34 382)
71. Härryda kommun			(34 007)
72. Marks kommun			(33 821)
73. Vellinge kommun			(33 162)
74. Värnamo kommun			(32 753)
75. Katrineholms kommun		(32 303)
76. Strängnäs kommun			(32 024)
77. Falköpings kommun			(31 419)
78. Eslövs kommun			(31 269)
79. Danderyds kommun			(31 150)
80. Karlshamns kommun			(30 918)
81. Karlskoga kommun			(29 742)
82. Nässjö kommun			(29 489)
83. Vallentuna kommun			(29 361)
84. Gislaveds kommun			(29 212)
85. Kävlinge kommun			(28 638)
86. Ronneby kommun			(28 416)
87. Ystads kommun			(28 109)
88. Ljungby kommun			(27 410)
89. Bodens kommun			(27 408)
90. Ale kommun			(27 394)
91. Vetlanda kommun			(26 350)
92. Oskarshamns kommun		(26 232)
93. Bollnäs kommun			(26 175)
94. Arvika kommun			(26 100)
95. Nynäshamns kommun			(25 781)
96. Mjölby kommun			(25 770)
97. Söderhamns kommun			(25 759)
98. Ludvika kommun			(25 650)
99. Ekerö kommun			(25 095)
100. Köpings kommun			(24 847)
101. Härnösands kommun			(24 675)
102. Höganäs kommun			(24 480)
103. Stenungsunds kommun		(23 983)
104. Kristinehamns kommun		(23 963)
105. Mariestads kommun			(23 799)
106. Laholms kommun			(23 345)
107. Upplands-Bro kommun		(23 202)
108. Lindesbergs kommun		(23 029)
109. Kiruna kommun			(22 969)
110. Ulricehamns kommun		(22 753)
111. Staffanstorps kommun		(21 949)
112. Avesta kommun			(21 762)
113. Sala kommun			(21 499)
114. Östhammars kommun			(21 391)
115. Lomma kommun			(21 065)
116. Finspångs kommun			(20 733)
117. Sollefteå kommun			(20 442)
118. Kumla kommun			(20 214)
119. Mora kommun			(20 146)
120. Tierps kommun			(20 044)
121. Svedala kommun			(19 625)
122. Nybro kommun			(19 576)
123. Håbo kommun			(19 452)
124. Simrishamns kommun		(19 328)
125. Kramfors kommun			(19 214)
126. Ljusdals kommun			(19 077)
127. Alvesta kommun			(18 757)
128. Gällivare kommun			(18 533)
129. Skara kommun			(18 455)
130. Sjöbo kommun			(18 153)
131. Tranås kommun			(18 043)
132. Timrå kommun			(17 902)
133. Kalix kommun			(16 926)
134. Sölvesborgs kommun		(16 813)
135. Burlövs kommun			(16 509)
136. Klippans kommun			(16 382)
137. Eksjö kommun			(16 353)
138. Flens kommun			(16 139)
139. Vara kommun			(15 771)
140. Säffle kommun			(15 602)
141. Älmhults kommun			(15 570)
142. Vimmerby kommun			(15 538)
143. Salems kommun			(15 313)
144. Orusts kommun			(15 308)
145. Leksands kommun			(15 303)
146. Hallsbergs kommun			(15 235)
147. Höörs kommun			(15 261)
148. Hedemora kommun			(15 195)
149. Hallstahammars kommun		(15 127)
150. Tjörns kommun			(14 961)
151. Skurups kommun			(14 867)
152. Hörby kommun			(14 762)
153. Hammarö kommun			(14 833)
154. Bjuvs kommun			(14 813)
155. Åstorps kommun			(14 667)
156. Lysekils kommun			(14 535)
157. Knivsta kommun			(14 477)
158. Krokoms kommun			(14 460)
159. Båstads kommun			(14 269)
160. Söderköpings kommun		(14 042)
161. Hultsfreds kommun			(13 855)
162. Mörbylånga kommun			(13 834)
163. Östra Göinge kommun		(13 526)
164. Heby kommun			(13 355)
165. Sunne kommun			(13 345)
166. Arboga kommun			(13 302)
167. Svalövs kommun			(13 290)
168. Götene kommun			(13 186)
169. Olofströms kommun			(13 102)
170. Mönsterås kommun			(12 980)
171. Vaggeryds kommun			(12 959)
172. Tomelilla kommun			(12 936)
173. Lilla Edets kommun		(12 773)
174. Osby kommun			(12 656)
175. Hagfors kommun			(12 636)
176. Tidaholms kommun			(12 632)
177. Torsby kommun			(12 508)
178. Åmåls kommun			(12 434)
179. Lycksele kommun			(12 427)
180. Tingsryds kommun			(12 358)
181. Öckerö kommun			(12 292)
182. Strömsunds kommun			(12 286)
183. Bromölla kommun			(12 285)
184. Tanums kommun			(12 253)
185. Fagersta kommun			(12 249)
186. Kils kommun			(11 717)
187. Strömstads kommun			(11 690)
188. Tranemo kommun			(11 622)
189. Ovanåkers kommun			(11 530)
190. Åtvidabergs kommun		(11 498)
191. Trosa kommun			(11 446)
192. Forshaga kommun			(11 401)
193. Askersunds kommun			(11 307)
194. Oxelösunds kommun			(11 126)
195. Vaxholms kommun			(11 001)
196. Vårgårda kommun			(10 967)
197. Säters kommun			(10 900)
198. Sävsjö kommun			(10 871)
199. Borgholms kommun			(10 806)
200. Rättviks kommun			(10 797)
201. Smedjebackens kommun		(10 758)
202. Habo kommun			(10 674)
203. Filipstads kommun			(10 626)
204. Tibros kommun			(10 611)
205. Härjedalens kommun		(10 585)
206. Malung-Sälens kommun		(10 408)
207. Nora kommun			(10 343)
208. Gnesta kommun			(10 318)
209. Svenljunga kommun			(10 291)
210. Åres kommun			(10 278)
211. Hylte kommun			(10 277)
212. Munkedals kommun			(10 246)
213. Ånge kommun			(10 148)
214. Haparanda kommun			(10 112)
215. Gagnefs kommun			(10 071)
216. Surahammars kommun		(9 980)
217. Årjängs kommun			(9 915)
218. Hofors kommun			(9 873)
219. Bengtsfors kommun			(9 841)
220. Kinda kommun			(9 811)
221. Degerfors kommun			(9 709)
222. Nordanstigs kommun		(9 646)
223. Örkelljunga kommun		(9 639)
224. Markaryds kommun			(9 559)
225. Gnosjö kommun			(9 536)
226. Herrljunga kommun			(9 348)
227. Uppvidinge kommun			(9 320)
228. Melleruds kommun			(9 261)
229. Töreboda kommun			(9 255)
230. Nykvarns kommun			(9 227)
231. Emmaboda kommun			(9 223)
232. Grums kommun			(9 142)
233. Sotenäs kommun			(9 112)
234. Älvkarleby kommun			(9 068)
235. Vingåkers kommun			(8 911)
236. Hjo kommun			(8 859)
237. Eda kommun			(8 577)
238. Älvsbyns kommun			(8 387)
239. Vännäs kommun			(8 357)
240. Bollebygds kommun			(8 253)
241. Lessebo kommun			(8 165)
242. Kungsörs kommun			(8 116)
243. Valdemarsviks kommun		(7 811)
244. Bergs kommun			(7 447)
245. Vadstena kommun			(7 420)
246. Hällefors kommun			(7 333)
247. Älvdalens kommun			(7 288)
248. Nordmalings kommun		(7 205)
249. Vilhelmina kommun			(7 156)
250. Lekebergs kommun			(7 123)
251. Torsås kommun			(7 044)
252. Mullsjö kommun			(7 027)
253. Perstorps kommun			(6 983)
254. Orsa kommun			(6 934)
255. Robertsfors kommun		(6 880)
256. Vansbro kommun			(6 876)
257. Bräcke kommun			(6 865)
258. Karlsborgs kommun			(6 784)
259. Färgelanda kommun			(6 691)
260. Arvidsjaurs kommun		(6 622)
261. Aneby kommun			(6 446)
262. Pajala kommun			(6 309)
263. Storumans kommun			(6 227)
264. Ockelbo kommun			(5 982)
265. Högsby kommun			(5 873)
266. Grästorps kommun			(5 857)
267. Laxå kommun			(5 786)
268. Norbergs kommun			(5 730)
269. Ragunda kommun			(5 609)
270. Essunga kommun			(5 601)
271. Vindelns kommun			(5 519)
272. Gullspångs kommun			(5 335)
273. Ödeshögs kommun			(5 314)
274. Boxholms kommun			(5 248)
275. Jokkmokks kommun			(5 210)
276. Ljusnarsbergs kommun		(5 055)
277. Övertorneå kommun			(4 920)
278. Dals-Eds kommun			(4 729)
279. Skinnskattebergs kommun		(4 567)
280. Storfors kommun			(4 363)
281. Norsjö kommun			(4 361)
282. Munkfors kommun			(3 793)
283. Ydre kommun			(3 672)
284. Överkalix kommun			(3 670)
285. Malå kommun			(3 295)
286. Arjeplogs kommun			(3 143)
287. Åsele kommun			(3 133)
288. Dorotea kommun			(2 900)
289. Sorsele kommun			(2 743)
290. Bjurholms kommun			(2 500)